# Бергман, Герман Абрамович
Ге́рман Абра́мович Бе́ргман (1850—1919) — екатеринославский земский деятель, член Государственной думы 3-го и 4-го созывов от Екатеринославской губернии.

## Биография
Меннонит. Личный почетный гражданин, к 1913 году — личный дворянин. Родился в Пруссии, сын Абрама Бергмана (1823—1864) и жены его Сусанны Фризен. В 1862 году семья переехала в Россию и приобрела большое имение в Екатеринославской губернии, при селе Солёном Екатеринославского уезда. Начальное образование получил в частной меннонитской школе в Таврической губернии, затем выдержал экзамен при Екатеринославском уездном училище.
После смерти отца Герман и его младший брат Абрам разделили родительское имение «Бергмансталь» (более 4000 десятин) и занялись сельским хозяйством. Герман занимался овцеводством, имел кирпичный завод, ветряную и паровую мельницы. Впоследствии он заметно расширил свои владения: в 1898 году за ним числилось 4090½ десятин, а в 1908 году — 9712 десятин. Между прочим, в 1888 году он пожертвовал 1000 рублей на ремонт православной церкви села Солёного с условием, что в селе будут на шесть лет закрыты все питейные заведения. После неурожая 1891 года заведовал закупкой зерна в Екатеринославской губернии для отправки в наиболее пострадавшие поволжские губернии, был удостоен нагрудной золотой медали на Станиславской ленте за «сердечно-заботливое отношение к крестьянскому населению в неурожайное время» (1891).
С 1890 года избирался гласным Екатеринославского уездного и губернского земских собраний, а затем и членом Екатеринославской уездной земской управы. В земстве заведовал кассой мелкого кредита. Кроме того, состоял попечителем Солонянского сельского училища (с 1886 года), почетным членом Екатеринославского детского приюта (с 1889), директором того же приюта (1894—1911), попечителем Солонянской земской больницы (с 1896), почетным блюстителем Сурско-Литовского министерского училища, членом уездного комитета попечительства о народной трезвости (с 1896) и почетным попечителем колонии малолетних преступников Екатеринославской губернии (с 1911). Все указанные должности по собственному желанию исполнял безвозмездно. С началом русско-японской войны выделил 850 рублей на приобретение рентгеновского аппарата для Екатеринославского санитарного отряда, действовавшего в Забайкальской области (с тем условием, чтобы по окончании войны аппарат поступил в собственность Екатеринославского уездного земства).
Во время революции 1905 года в Солёном произошли крестьянские волнения. В ноябре 1905 года в селе была создана организация Всероссийского крестьянского союза и созван „1-й съезд делегатов Крестьянского союза Екатеринославского уезда“. В следующем месяце в село прибыл исправник с 20 казаками, чтобы арестовать участников съезда, однако не решился производить аресты силами полувзвода и лишь предупредил селян о введении в губернии военного положения. После его отъезда крестьяне объявили управляющему имением Бергмана, у которого останавливался исправник, что в случае возвращения казаков всё имение Бергмана будет разрушено до основания. В ответ генерал-губернатор приказал объявить крестьянам, что в этом случае всё село будет разгромлено артиллерией и сожжено. В январе 1906 года в Солёное прибыла карательная экспедиция, которая подавила волнения и арестовала причастных к Крестьянскому союзу. После описанных событий Бергман переехал в Екатеринослав, передав управление имением своему старшему сыну Герману.
В 1907 году был избран членом III Государственной думы от Екатеринославской губернии. Входил во фракцию октябристов. Состоял членом комиссий: продовольственной, сельскохозяйственной, о путях сообщения, по вероисповедным вопросам и о неприкосновенности личности.
В 1912 году был переизбран в Государственную думу. Входил во фракцию октябристов, после ее раскола — в группу земцев-октябристов и Прогрессивный блок. Состоял членом комиссий: сельскохозяйственной, по вероисповедным вопросам, по исполнению государственной росписи доходов и расходов, о торговле и промышленности, о путях сообщения и по переселенческим делам.
В годы Первой мировой войны Бергман на собственные средства организовал в Екатеринославе госпиталь. Во время Февральской революции предлагал свою помощь Временному комитету Государственной думы, 28 апреля 1917 года просил комитет командировать его в Екатеринославскую губернию для распространения брошюр и налаживания продовольственного дела, однако эта просьба была отклонена.
В январе 1919 года, опасаясь приближения красных, Бергман выехал из Екатеринослава со своим родственником П. П. Ридигером и несколькими попутчиками. Через Хортицу они добрались до Николай-Поля, а оттуда двинулись в Северную Таврию, предположительно направляясь в Крым. В одной из деревень Бергман и его спутники были схвачены и убиты местными повстанцами. Через несколько дней в селе Балки были арестованы и расстреляны сыновья Бергмана Юлиус и Абрам, которые следовали из Екатеринослава по тому же маршруту. Старший сын Герман сумел добраться до Крыма, был расстрелян большевиками в 1920 году в Феодосии.

## Семья

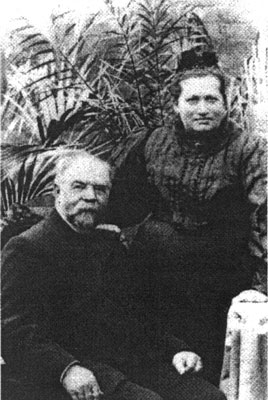
Герман Бергман и его жена Елена (урождённая Гейнрихс).

С 1872 года был женат на Елене Юлиусовне, урождённой Гейнрихс (1853—1927), дочери крупного землевладельца-меннонита. После революции ей удалось эмигрировать в Канаду, где она и скончалась в провинции Саскачеван. Их дети: Герман (1874—1920), Юлиус (1875—1919), Абрам (1879—1919), Генрих (1890—?), Елена (1881—1903) и Аганета (1884—1962), которая эмигрировала с матерью в Канаду.